# Propellerheads
I Propellerheads sono stati un duo inglese di musica elettronica, nato nel 1996 a Bath e composto da Will White e Alex Gifford.
L'album di debutto del gruppo fu Decksandrumsandrockandroll, del 1998, che mescolava le sonorità tipiche del big beat con influssi jazz e di musica classica. Dall'album vennero estratti diversi singoli, alcuni dei quali entrarono a far parte delle colonne sonore di alcuni film di successo, come Matrix (Spybreak) e Tutti pazzi per Mary (History repeating).

## Discografia

### Album
- 1998 Decksandrumsandrockandroll
- 1998 Decksandrumsandrockandroll (U.S. version)
- 2018 Decksandrumsandrockandroll (20º anniversario)

### EP
- 1996 Dive
- 1997 Propellerheads
- 1997 Spybreak!
- 1998 Extended Play
- 1998 Bang On!

### Singoli
- 1997 Take California
- 1997 Spybreak!
- 1997 History Repeating (featuring Miss Shirley Bassey)
- 1997 On Her Majesty's Secret Service (con David Arnold)
- 1998 Crash!
- 1998 Velvet Pants
- 1999 Take California And Party

### Altre apparizioni
- 1997 On Her Majesty's Secret Service (David Arnold) (dall'album Shaken and Stirren)
- 1999 Goldfinger remix (John Barry) (dall'album Best Of)
- 2000 Goldfinger remix (Shirley Bassey) (dall'album The Remix Album: Diamonds Are Forever)
- 2002 Super Bon Bon (Soul Coughing) (dall'album Lust in Phaze: The Best of Soul Coughing)
- 2005 Jagger '67 remix (Infadels) (dall'album We Are Not the Infadels)
- 2014 Hack 1 remix (Information Society) (dall'album Engage, Classic Remixes Vol.2)
- 2014 Electric Relaxation (feat. A Tribe Called Quest e Alex Gifford) (The Essential Old School Vs. New School)
- 2016 We Have All The Time In The World (cover Louis Armstrong) (Cover Bond)